# Malissard
Pour les articles homonymes, voir Malissard (homonymie).
Malissard est une commune française située dans le département de la Drôme, en région Auvergne-Rhône-Alpes.
Ses habitants sont dénommés les Malissardois et Malissardoises.

## Géographie

### Localisation
Malissard est à l'est de Valence, chef-lieu de la Drôme.

### Relief et géologie
Malissard, dans la plaine de Valence, ne possède aucun relief.
Sites particuliers :

### Hydrographie
La  commune est arrosée par les cours d'eau suivants :
- la Véore ;
- le Béal ;
- le Blacha ;
- le Canal Secondaire de la Bourne ;
- le Crapaud ;
- le Guimand, affluent de la Véore.

### Climat
Pour des articles plus généraux, voir Climat d'Auvergne-Rhône-Alpes et Climat de l'Eure.
En 2010, le climat de la commune est de type climat du Bassin du Sud-Ouest, selon une étude du CNRS s'appuyant sur une série de données couvrant la période 1971-2000. En 2020, Météo-France publie une typologie des climats de la France métropolitaine dans laquelle la commune est dans une zone de transition entre le climat de montagne et le climat méditerranéen et est dans la région climatique  Moyenne vallée du Rhône, caractérisée par un bon ensoleillement en été (fraction d’insolation > 60 %), une forte amplitude thermique annuelle (4 à 20 °C), un air sec en toutes saisons, orageux en été, des vents forts (mistral), une pluviométrie élevée en automne (250 à 300 mm). 
Pour la période 1971-2000, la température annuelle moyenne est de 12,5 °C, avec une amplitude thermique annuelle de 17,8 °C. Le cumul annuel moyen de précipitations est de 859 mm, avec 7,3 jours de précipitations en janvier et 4,8 jours en juillet. Pour la période 1991-2020, la température moyenne annuelle observée sur la station météorologique de Météo-France la plus proche, sur la commune de Guillonville à 435 km à vol d'oiseau, est de 11,4 °C et le cumul annuel moyen de précipitations est de 617,9 mm,. Pour l'avenir, les paramètres climatiques de la commune estimés pour 2050 selon différents scénarios d'émission de gaz à effet de serre sont consultables sur un site dédié publié par Météo-France en novembre 2022.

### Voies de communication et transports
Malissard est desservie par le périphérique valentinois qui traverse son territoire à l'ouest.
- 33 : Valence-Centre, Malissard, Beaumont-lès-Valence, Université, Technoparcs

## Urbanisme

### Typologie
Au 1er janvier 2024, Malissard est catégorisée bourg rural, selon la nouvelle grille communale de densité à 7 niveaux définie par l'Insee en 2022.
Elle appartient à l'unité urbaine de Valence, une agglomération inter-départementale dont elle est une commune de la banlieue,. Par ailleurs la commune fait partie de l'aire d'attraction de Valence, dont elle est une commune de la couronne,. Cette aire, qui regroupe 71 communes, est catégorisée dans les aires de 200 000 à moins de 700 000 habitants,.

### Occupation des sols
L'occupation des sols de la commune, telle qu'elle ressort de la base de données européenne d’occupation biophysique des sols Corine Land Cover (CLC), est marquée par l'importance des territoires agricoles (81,1 % en 2018), en diminution par rapport à 1990 (83,4 %). La répartition détaillée en 2018 est la suivante : terres arables (62,2 %), zones urbanisées (18,5 %), cultures permanentes (10,9 %), zones agricoles hétérogènes (8 %), zones industrielles ou commerciales et réseaux de communication (0,4 %). L'évolution de l’occupation des sols de la commune et de ses infrastructures peut être observée sur les différentes représentations cartographiques du territoire : la carte de Cassini (XVIIIe siècle), la carte d'état-major (1820-1866) et les cartes ou photos aériennes de l'IGN pour la période actuelle (1950 à aujourd'hui).

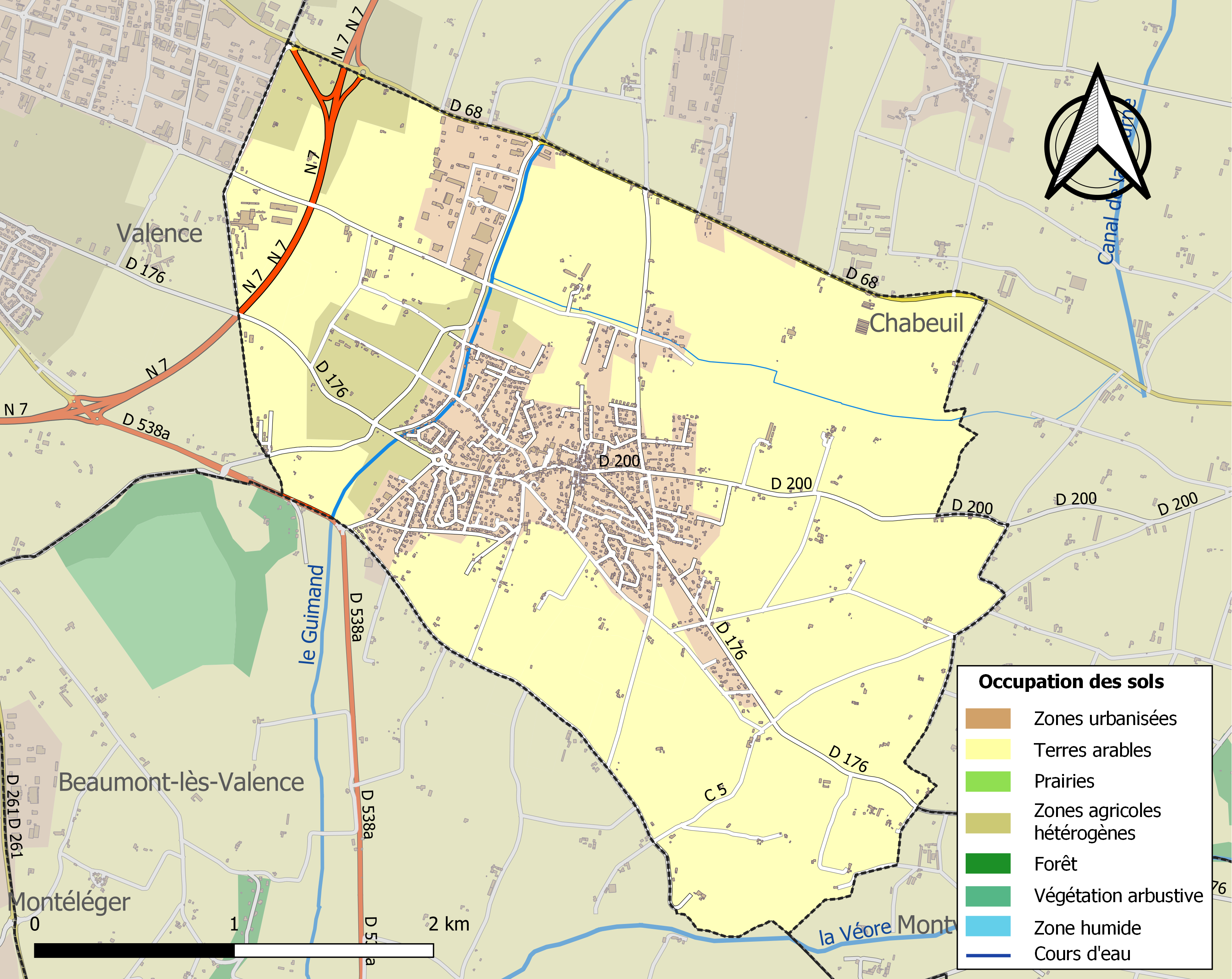
Carte des infrastructures et de l'occupation des sols de la commune en 2018 (CLC).

### Morphologie urbaine
Le centre-ville historique de Malissard est constitué de petits immeubles (moins de trois étages) mais la plupart des constructions du village sont des maisons individuelles, regroupées en lotissements.

#### Quartiers, hameaux et lieux-dits
Site Géoportail (carte IGN) :
- Bel-Air
- Bois de Saillant
- Brot
- Charas
- Chosson
- Fond Chambonne
- Grange Neuve
- Guimand
- la Buzatte
- la Dijonne
- la Forêt
- la Ruelle
- le Clos des Tourettes
- le Clos du Camet
- le Gour du Loup
- le Grand Charbonnel
- le Grand Rousset
- le Petit Charbonnel
- le Pré des Réaux
- les Balayes
- les Blaches
- les Boudets
- les Gérins
- les Petites Chirouzes
- les Quarts
- les Quarts de la Ruelle
- les Rabières
- les Roches
- les Terres Rouges
- les Tourettes
- les Treize Cantons
- les Trois Bûches
- les Valensayes
- Saillant
- Saint-Maurice

## Toponymie
La commune est dénommée Maleissart en provençal[réf. nécessaire].

### Attestations
Dictionnaire topographique du département de la Drôme :
- 1514 : Mal Eyssart (archive de la Drôme, E 2156).
- 1575 : Malessart (terrier de Saint-Just).
- 1891 : Malissard, commune du canton de Chabeuil.

## Histoire

### Du Moyen Âge à la Révolution
Avant 1790, Malissard était une paroisse du diocèse de Valence et de la communauté de Chabeuil, érigée en 1769, et dont l'église, dédiée à saint Maurice, dépendait du prieur de Chabeuil, qui y prenait la dime et présentait à la cure.

### De la Révolution à nos jours

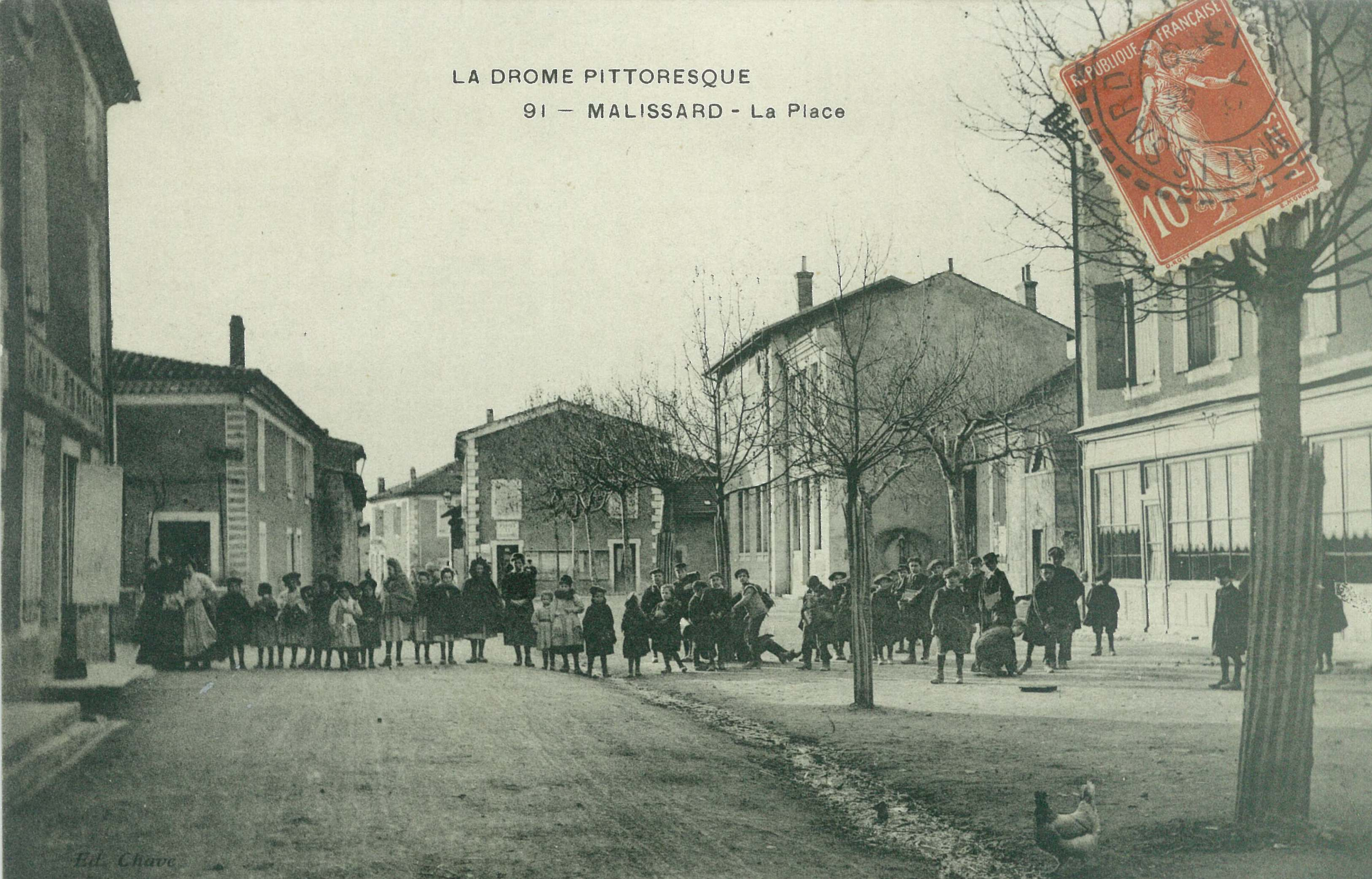
La place Principale de Malissard vers 1913.

Cette paroisse a fait partie de la commune de Chabeuil jusqu'au 19 août 1867, date à laquelle elle a été érigée en commune distincte.

## Politique et administration

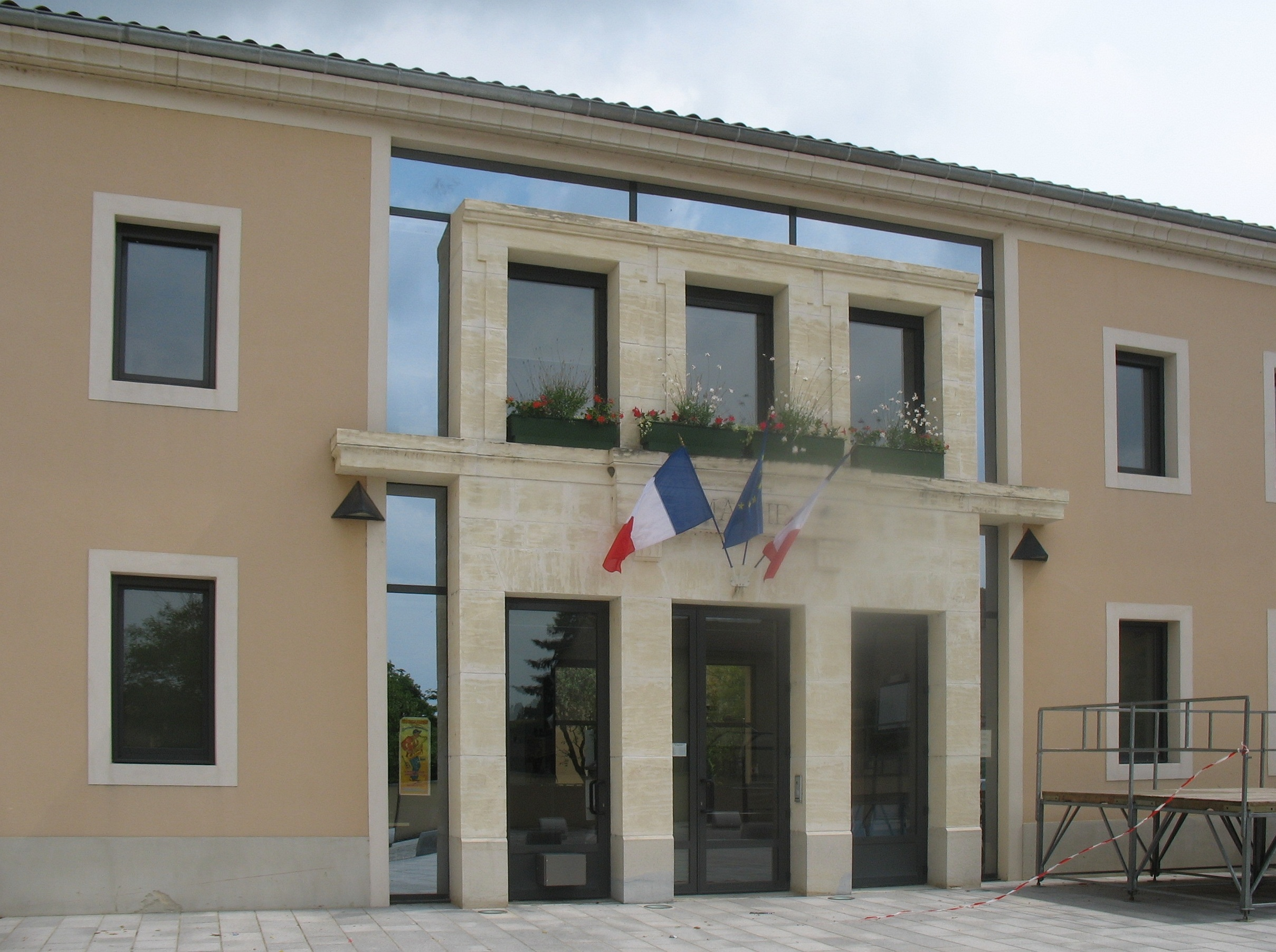
Mairie de Malissard.

### Administration municipale
Le nombre d'habitants au dernier recensement étant compris entre 2 500 et 3 499, le nombre de membres du conseil municipal est de 23.
Le conseil municipal formé à la suite des élections municipales de 2020 est composé du maire, de 6 adjoints et de 16 conseillers municipaux[source insuffisante].
fff[source insuffisante].

### Liste des maires
| Période                                                                   | Période                   | Identité                             | Étiquette | Qualité                          |
| ------------------------------------------------------------------------- | ------------------------- | ------------------------------------ | --------- | -------------------------------- |
| Les données manquantes sont à compléter. : depuis 1867                    |                           |                                      |           |                                  |
| 1867 (oct.)                                                               | 1871                      | Jacques Bernard                      |           |                                  |
| 1870 (août)                                                               | 1871 (mai)                | Pierre Pozier                        |           |                                  |
| Les données manquantes sont à compléter. : depuis la fin du Second Empire |                           |                                      |           |                                  |
| 1871 (mai)                                                                | 1872 (30 juin)            | Jean Baptiste Roche du Béal          |           | mort en cours de mandat (53 ans) |
| 1872 (juill.) (élection ?)                                                | 1874                      | Jean Baptiste Roche                  |           |                                  |
| 1874                                                                      | 1876 (oct.)               | Jean Baptiste Roche                  |           | maire sortant                    |
| 1876 (oct.) (élection ?)                                                  | 1877 (déc.)               | Jules Sifflet                        |           |                                  |
| 1877 (déc.) (élection ?)                                                  | 1878 (janv.)              | François Richard                     |           |                                  |
| 1878 (janv.)                                                              | 1880 (mars)               | Antoine Trouiller                    |           |                                  |
| 1880 (mars) (élection ?)                                                  | 1884                      | Jules Sifflet                        |           |                                  |
| 1884                                                                      | 1887 (oct.)               | Étienne Chessière                    |           |                                  |
| 1887 (oct.) (élection ?)                                                  | 1888                      | Joseph Marcelin Blache               |           |                                  |
| 1888                                                                      | 1892                      | Joseph Marcelin Blache               |           | maire sortant                    |
| 1892                                                                      | 1896                      | Joseph Marcelin Blache               |           | maire sortant                    |
| 1896                                                                      | 1900                      | Joseph Marcelin Blache               |           | maire sortant                    |
| 1900                                                                      | 1904                      | Louis Bernard                        |           |                                  |
| 1904                                                                      | 1908                      | Louis Bernard                        |           | maire sortant                    |
| 1908                                                                      | 1912                      | Louis Bernard                        |           | maire sortant                    |
| 1912                                                                      | 1917                      | Louis Bernard                        |           | maire sortant                    |
| 1917 (élection ?)                                                         | 1918 (nov.)               | Élie Lebrat                          |           |                                  |
| 1918 (nov.) (élection ?)                                                  | 1918 (déc.)               | Jules Sifflet                        |           |                                  |
| 1918 (déc.) (élection ?)                                                  | 1919                      | Élie Lebrat                          |           |                                  |
| 1919                                                                      | 1920 (mai)                | Élie Lebrat                          |           | maire sortant                    |
| 1920 (mai) (élection ?)                                                   | 1925                      | Pierre Chave                         |           |                                  |
| 1925                                                                      | 1929                      | Pierre Chave                         |           | maire sortant                    |
| 1929                                                                      | 1935                      | Pierre Chave                         |           | maire sortant                    |
| 1935                                                                      | 1944 (sept.)              | Paul Dorée                           |           |                                  |
| 1944 (sept.) (élection ?)                                                 | 1945                      | Aimé Giren                           |           |                                  |
| 1945                                                                      | 1947                      | Aimé Giren                           |           | maire sortant                    |
| 1947                                                                      | 1953                      | Aimé Giren                           |           | maire sortant                    |
| 1953                                                                      | 1959                      | Aimé Giren                           |           | maire sortant                    |
| 1959                                                                      | 1965                      | Emile Courthial                      |           |                                  |
| 1965                                                                      | 1971                      | Emile Courthial                      |           | maire sortant                    |
| 1971                                                                      | 1977                      | Emile Courthial                      |           | maire sortant                    |
| 1977                                                                      | 1978 (nov.)               | Claude Loriot                        |           |                                  |
| 1978 (nov.) (élection ?)                                                  | 1983                      | André Bourette                       |           |                                  |
| 1983                                                                      | 1989                      | Jean Paul Raymond                    |           |                                  |
| 1989                                                                      | 1995                      | Colette Bes                          |           |                                  |
| 1995                                                                      | 2001                      | Colette Bes                          |           | maire sortante                   |
| 2001                                                                      | 2008                      | Colette Bes                          |           | maire sortante                   |
| 2008                                                                      | 2014                      | Brigitte Coupat                      | DVG       |                                  |
| 2014                                                                      | 2020                      | Bernard Pelat                        | UDI       | cadre                            |
| 2020                                                                      | En cours (au 1 juin 2021) | Jean-Marc Valla[source insuffisante] | PCF       | paysagiste                       |

## Population et société

### Démographie
L'évolution du nombre d'habitants est connue à travers les recensements de la population effectués dans la commune depuis 1872. Pour les communes de moins de 10 000 habitants, une enquête de recensement portant sur toute la population est réalisée tous les cinq ans, les populations de référence des années intermédiaires étant quant à elles estimées par interpolation ou extrapolation. Pour la commune, le premier recensement exhaustif entrant dans le cadre du nouveau dispositif a été réalisé en 2006.

En 2022, la commune comptait 3 303 habitants, en évolution de +3,48 % par rapport à 2016 (Drôme : +2,64 %, France hors Mayotte : +2,11 %).
| 1872 | 1876 | 1881 | 1886 | 1891 | 1896 | 1901 | 1906 | 1911 |
| ---- | ---- | ---- | ---- | ---- | ---- | ---- | ---- | ---- |
| 777  | 747  | 698  | 634  | 673  | 646  | 634  | 656  | 616  |

| 1921 | 1926 | 1931 | 1936 | 1946 | 1954 | 1962 | 1968  | 1975  |
| ---- | ---- | ---- | ---- | ---- | ---- | ---- | ----- | ----- |
| 545  | 572  | 591  | 595  | 518  | 643  | 842  | 1 090 | 1 534 |

| 1982  | 1990  | 1999  | 2006  | 2011  | 2016  | 2021  | 2022  | - |
| ----- | ----- | ----- | ----- | ----- | ----- | ----- | ----- | - |
| 2 011 | 2 552 | 2 903 | 3 121 | 3 247 | 3 192 | 3 271 | 3 303 | - |

### Services et équipements
- La Poste[réf. nécessaire].
- Salle des fêtes[réf. nécessaire].
- Maison des Associations hébergeant une bibliothèque, une salle de danse et des salles pour diverses activités (sport, musique, dessin, peinture, couture)[réf. nécessaire].

### Santé
La commune dispose de. :
- trois cabinets médicaux ;
- un cabinet dentaire ;
- deux cabinets de kinésithérapie ;
- un cabinet vétérinaire ;
- Une pharmacie.

### Manifestations culturelles et festivités
- Février : le carnaval avait lieu pour mardi gras. Les enfants étaient invités à venir déguisés à l'école maternelle et à l'école primaire ainsi que les adultes[réf. nécessaire].
- Mars : Bienvenue au printemps, la fin de l'hiver et le début du printemps étaient célébrés aux alentours du 21 mars. Dans un champ près de la place Emile-Courthial, on brûlait un bonhomme d'hiver en paille pour symboliser la fin de l'hiver et le retour du printemps et des beaux jours[réf. nécessaire].
- (non daté) : le loto de l'école était une manifestation organisée par les enseignants de l'école primaire Louis-Pergaud. Les écoliers étaient invités à vendre des cartons de loto auprès de leur famille afin de récolter de récolter des fonds pour l'école et convier plus de personnes à ce loto. Généralement, le Loto de l'école se déroulait dans la salle des fêtes[réf. nécessaire].
- Mai-juin : fête communale : le lundi de Pentecôte[21].
- Fin juin : La fête de l'école : les instituteurs et les parents d'élèves sont invités à tenir des stands où les enfants peuvent s'amuser au jeu « la queue de l'âne », « le mikado géant », « le tir sur œuf ». Il y a aussi la traditionnelle tombola[réf. nécessaire].
- Juillet : le feu d'artifice célébrant la Fête nationale a lieu le 13 juillet au soir. Il peut être tiré sur la place Emile-Courthial, ou dans un champ près de la route de la Trésorerie. Il est suivi d'un bal populaire sur la place près de l'église[réf. nécessaire].
- Septembre : fête patronale : premier dimanche suivant le 22 septembre (en 1992)[21].

La Saint Maurice a lieu le week-end le plus proche du 22 septembre. Elle commence le vendredi et se termine le lundi (parfois prolongée jusqu'au mercredi). Sur la place Emile-Courthial, on trouve des auto-tamponneuses (une attraction pour enfants et une pour ados/adultes), des jeux de tirs à la carabine, de pêche aux canards, un manège pour enfants, parfois un palais du rire, et depuis peu une attraction à sensations fortes. La brocante à lieu le dimanche du même weekend.[réf. nécessaire].

### Loisirs
- Terrain de jeu pour enfants[réf. nécessaire].

### Sports
La commune possède deux terrains de football (club résident : Étoile Sportive Malissardoise), un terrain de rugby, d'innombrables terrains de pétanque ainsi que plusieurs courts de tennis[réf. nécessaire].

### Médias
La population de la commune se situe dans l'aire de diffusion de plusieurs médias :
- Presse écrite
  - Le Dauphiné libéré, quotidien régional qui consacre, chaque jour, y compris le dimanche, dans son édition de « Romans et Drôme des collines » un ou plusieurs articles à l'actualité du canton et de la commune, ainsi que des informations sur les éventuelles manifestations locales, les travaux routiers, et autres événements divers à caractère local.
  - L'Agriculture Drômoise, journal d'informations agricoles et rurales, couvre l'ensemble du département de la Drôme.
  - Drôme Hebdo (ancien Peuple Libre), hebdomadaire chrétien d'informations.
- Presse audio-visuelle
  - France Bleu est une radio publique diffusée sur son territoire.

Le Mag'lissard est l'organe officiel diffusé par la mairie.

### Cultes
La commune compte 1 lieu de culte (Église Saint-Maurice) 

## Économie

### Agriculture
En 1992 : maïs, arbres fruitiers, aviculture.
- Marché : le jeudi[21].

### Commerce
- Boulangerie-pâtisserie[réf. nécessaire].
- Petit supermarché[réf. nécessaire].
- Buraliste et marchand de journaux[réf. nécessaire].
- Café-restaurant[réf. nécessaire].
- Pizzeria (faisant également de la location de DVD)[réf. nécessaire].
- Deux salons de coiffure[réf. nécessaire].
- Agence immobilière[réf. nécessaire].

### Industrie
La zone d'activité de Guimand est située au nord-est de la commune : mécanique, électronique, câblage, agro-alimentaire, services (transport, garages automobiles)[réf. nécessaire].

## Culture locale et patrimoine

### Lieux et monuments

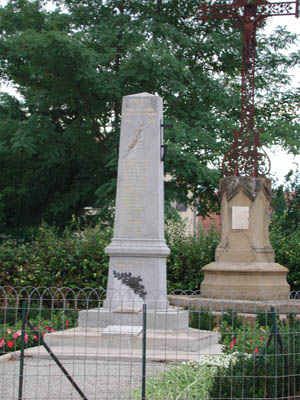
Le monument aux morts 1914-1918 en 2004, avant son transfert derrière la mairie.

- Chapelle Saint-Maurice (ruinée, en 1992)[21].
- Église Saint-Maurice de Malissard, néo-romane (XIXe siècle)[21].

### Patrimoine culturel
- Centre culturel consacré au scoutisme (maison de J-Wei)[réf. nécessaire].

### Héraldique, logotype et devise
|  | Malissard possède des armoiries dont l'origine et le blasonnement exact ne sont pas disponibles. |